# Thady Ryan
Pour les articles homonymes, voir Ryan.
Thady Ryan (né le 23 septembre 1923 à Dublin, mort le 9 janvier 2005 en Nouvelle-Zélande) est un cavalier irlandais de concours complet.

## Carrière
Il est le chef d'équipe pour l'Irlande aux Jeux olympiques d'été de 1964 à Tokyo et aux Jeux olympiques d'été de 1968 à Mexico.
Il est également pendant près de 60 ans le maître de la chasse de Scarteen Hunt.